# SC Kouroucien
El SC Kouroucien es un equipo de fútbol de Guayana Francesa que juega en la Liga de Fútbol de la Guayana Francesa, la primera división de fútbol en el país.

## Historia
Fue fundado en el año 1977 en la ciudad de Kourou con el nombre SC Kourou, el cual cambiaron en el año 1986 por su nombre actual. Ha sido campeón de liga en una ocasión y ha ganado un título de copa local.
A nivel internacional han participado en dos torneos continentales, el primero en la Copa de Campeones de la Concacaf 1986, donde fue eliminado en la primera ronda por el SV Transvaal de Surinam.

## Palmarés
- Liga de Fútbol de la Guayana Francesa: 1

1989/90
- Copa de Francia - Guayana Francesa: 1

1990

## Participación en competiciones de la Concacaf
| Temporada | Torneo                           | Ronda | Club               | Casa | Visita | Global |
| --------- | -------------------------------- | ----- | ------------------ | ---- | ------ | ------ |
| 1986      | Copa de Campeones de la Concacaf | 1     | SV Transvaal       | 0-1  | 0-2    | 0-3    |
| 1991      | Copa de Campeones de la Concacaf | 1     | Olympique du Marin | 0-0  | 2-3    | 2-3    |